# 吉良凤螺
吉良凤螺（学名：Babylonia kirana）是新腹足目的一個海螺物种，屬於鳳螺屬的海洋腹足纲软体动物。鳳螺屬舊屬峨螺科，今屬獨自的鳳螺科的。
主要分布于台湾，常栖息在浅海沙底。